# Ризах Мешковић
Ризах Мешковић (рођен 10. августа 1947. у Тузли) је бивши југословенски фудбалски голман. 
За репрезентацију Југославије је бранио на једној утакмици, а био је члан екипе на Светском првенству 1974. у Западној Немачкој. Каријеру је почео у Слободи из Тузле за чији је први тим заиграо са 17 година. Касније је играо за Хајдук, АЗ Алкмар, Будућност из Бановића и Радник из Бијељине, а након играчке каријере се посветио тренирању голмана.

## Клубови
- ФК Слобода Тузла (1965–1973)
- НК Хајдук Сплит (1973–1976)
- АЗ Алкмар (1976–1979)
- ФК Слобода Тузла (1979–1981)
- ФК Будућност Бановићи (1981–1983)
- ФК Радник Бијељина (1983–1985)